# War Eagle
War Eagle (ca. 1785-1851) fue un jefe indio de la tribu de los santee que trabajó como guía para las compañías peleteras en las regiones del curso alto de los ríos Misisipí y Misuri y que es recordado por haber negociado varios tratados de paz con el gobierno de los Estados Unidos, por lo que le fue concedida la Indian Peace Medal.

## Biografía

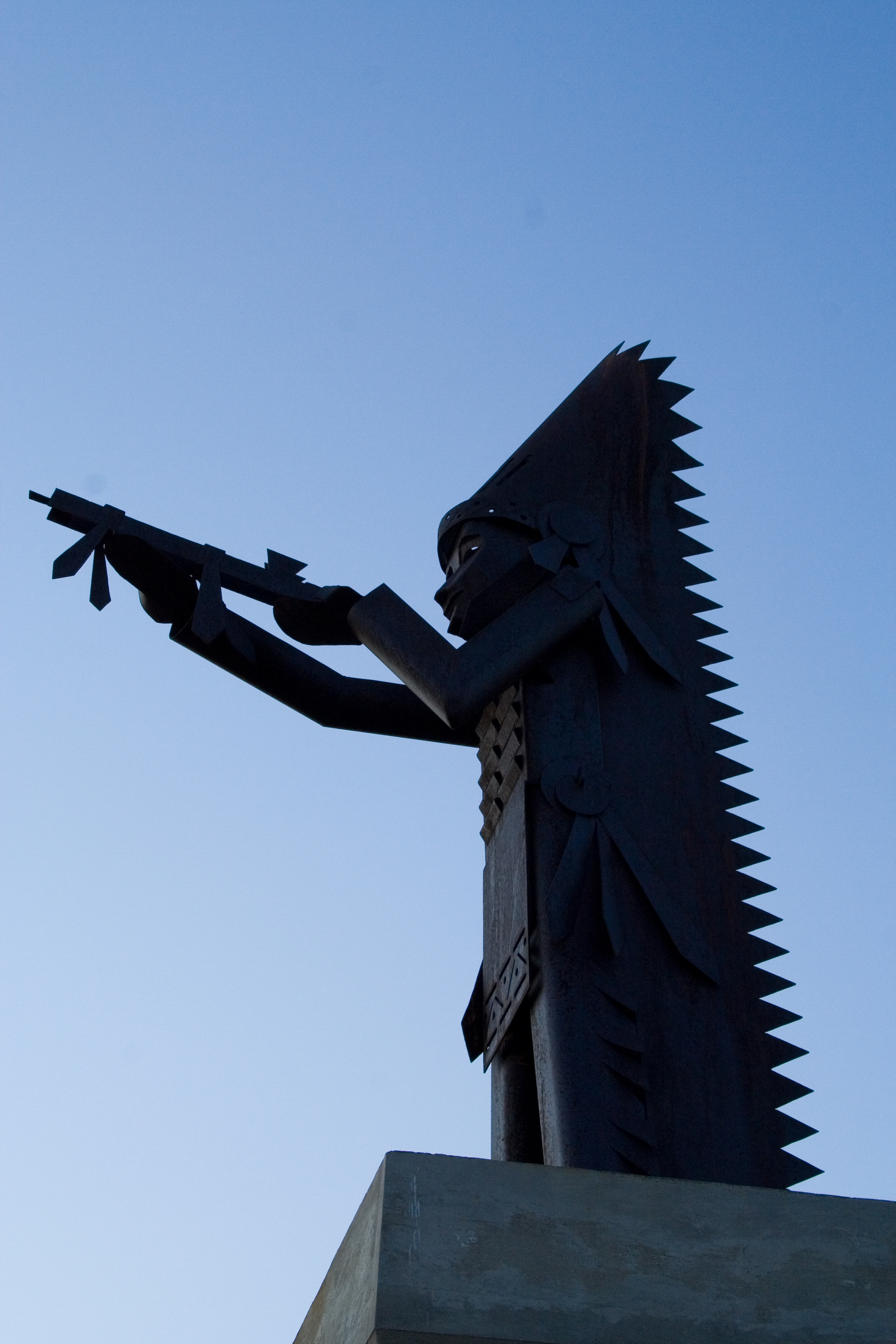
Monumento a War Eagle (Sioux City)
(Mirando al río Misuri)

War Eagle nació en Minnesota o Wisconsin alrededor de 1785. Su nombre de nacimiento fue Wambdi Okicize, que literalmente significa Little Eagle («Águila Pequeña»), pero era conocido entre la población blanca como War Eagle («Águila Guerrera»). El nombre se considera una ironía, puesto que fue conocido como un hombre de paz. 
Dejó a su propia tribu, los santee, para evitar un derramamiento de sangre en una pelea que decidiría quien sería el jefe. En su juventud pasó buen tiempo trabajando entre la población blanca. Durante la guerra de 1812 transportaba mensajes para el gobierno de los Estados Unidos y trabajó con las tribus nativas en favor de las autoridades en contra de los británicos. 
Trabajó como guía en el curso alto del río Misisipi y como mensajero para la American Fur Company en el río Misuri. Después de casarse en Minnesota, alrededor de 1830, fue adoptado por la tribu de los Yankton sioux. En su matrimonio procreó cuatro niñas y tres niños. A mediados de esa década fue elegido como jefe de la tribu. Viajó a Washington D. C. junto a otros líderes para negociar tratados de paz. Tuvo como orgullo principal el que le otorgaran una medalla de plata: la Indian Peace Medal, dada por el presidente Martin Van Buren en 1837. Dos de sus hijas, Dawn y Blazing Cloud, se casaron con Theophile Bruguier, un comerciante franco-canadiense de la American Fur Company que había sido aceptado en la tribu Yankton y que había viajado con ellos durante muchos años.
De acuerdo a la tradición, Bruguier le comentó a War Eagle acerca de un sueño en donde había un lugar en el que dos enormes ríos se juntaban cerca de un enorme risco. War Eagle le respondió que él había estado en ese lugar y que se lo mostraría. De hecho, ambos se habían acercado a ese sitio muchas veces en sus viajes de comercio de pieles entre San Luis y Fort Pierre. Bruguier reclamó e hizo suya la tierra entre la confluencia de los ríos Big Sioux y Misuri. En 1849, construyó una cabaña de madera y con sus dos esposas se asentó allí y comerció con los nativos. Esta ocupación se considera como el primer asentamiento de población blanca en lo que sería poco después Sioux City, Iowa. 
En el otoño de 1851, War Eagle murió y fue enterrado en lo alto de un risco desde donde se observa la confluencia de los ríos Big Sioux y Misuri. Otros miembros de su familia están también enterrados en ese lugar, incluyendo a Dawn y Blazing Cloud. Ahora ese lugar forma parte del parque War Eagle, en la ciudad de Sioux City y se ha erigido un gran monumento en su honor que lo muestra con un tocado de plumas de águila en su cabeza y un calumet o pipa de la paz, que simboliza su liderazgo y su amor por la paz.
War Eagle tiene descendientes en la actualidad, entre ellos el Dr. Leonard Bruguier, un reconocido etnólogo y educador.